# Finnegan’s Wake
Finnegan’s Wake – irlandzka ballada ludowa z 1850 roku, opowiadająca historię Tima Finnegana, który od małego lubił pić whisky, a pewnego razu będąc mocno nietrzeźwym spadł z drabiny i zabił się. Ożył jednak, gdy żałobnicy przypadkiem oblali jego ciało trunkiem. Ballada jest osadzona w irlandzkiej tradycji i ma oparcie w mentalności Irlandczyków. Historię tę upowszechnił James Joyce, publikując w 1939 roku powieść Finneganów tren, w której Finnegan symbolizuje kulturowe odrodzenie Irlandii.
Utwór ten włączały do swego repertuaru liczne zespoły, najbardziej znane są interpretacje w wykonaniu The Dubliners, The Clancy Brothers, istnieje też punkowy cover utworu, który wykonuje grupa Dropkick Murphys.